# Pioche, Nevada
Pioche, Nevada (енгл. Pioche) насељено је место без административног статуса у америчкој савезној држави Невада.

## Демографија
По попису из 2010. године број становника је 1.002.
| Група             | 2000.    | 2010.       |
| Белци             | 0 (0,0%) | 816 (81,4%) |
| Афроамериканци    | 0 (0,0%) | 74 (7,4%)   |
| Азијати           | 0 (0,0%) | 11 (1,1%)   |
| Хиспаноамериканци | 0 (0,0%) | 77 (7,7%)   |
| Укупно            | 0        | 1.002       |